# The Stories
The Stories è una raccolta di 3 EP della Doom metal band inglese My Dying Bride. Il boxset è stato realizzato per raccogliere gli EP divenuti difficili da trovare. The Stories è, ad oggi, divenuto una rarità al pari degli EP che raccoglie, poiché, venne esaurito non molto tempo dopo l'uscita.

## Tracce

### Symphonaire Infernus Et Spera Empyrium
1. Symphonaire Infernus Et Spera Empyrium  – 11:39
2. God Is Alone  – 4:51
3. De Sade Soliloquay  – 3:42

### The Thrash of Naked Limbs
1. The Thrash of Naked Limbs  – 6:13
2. Le Cerf Malade  – 6:31
3. Gather Me up Forever  – 5:17

### I Am the Bloody Earth
1. I Am the Bloody Earth  – 6:37
2. Transcending (Into the Exquisite)  – 8:39
3. Crown of Sympathy (Remix)  – 11:10
4. "The Sexuality of Bereavement"  – 8:06
5. "The Crown of Sympathy" (Remix)  – 7:08

## Formazione
- Aaron Stainthorpe - voce
- Andrew Craighan - chitarra
- Calvin Robertshaw - chitarra
- Adrian Jackson - basso
- Martin Powell - violino, tastiere
- Rick Miah - batteria